# Atherinosoma microstoma
Atherinosoma microstoma és una espècie de peix pertanyent a la família dels aterínids.
Pot arribar a fer 10,7 cm de llargària màxima. La reproducció té lloc a la primavera austral (entre el setembre i l'octubre) i mor poc després de la fresa (la seua esperança de vida és de tan sols 1 any). Menja crustacis molt petits i insectes.
És un peix d'aigua marina, dolça i salabrosa; pelàgic-nerític; anàdrom i de clima temperat (33°S-40°S), el qual viu entre 0-8 m de fondària a les badies costaneres, estuaris i llacs. Es troba al Pacífic sud-occidental: és un endemisme d'Austràlia.
És inofensiu per als humans.